# منال الصديقي
منال الصديقي هي ممثلة مغربية من مواليد مدينة مرتيل، بلغت عقدها الثالث.
تعرف عليها الجمهور المغربي بعد تشخيصها لدور البطولة في مسلسل تورية وذلك سنة 2010، لكنها سبق وأن مثلث في العديد من الأفلام من خلال أدوار مغمورة وثانوية على غرار الفيلم السينمائي زمن الرفاق سنة 2008، وكذلك الفيلم السينمائي الآخر أولاد البلاد سنة 2009.

## إصابتها بمرض السرطان
أصيبت منال الصديقي بمرض السرطان سنة 2011 وهذا ما أبعدها عن التمثيل مدة 5 سنوات تقريبا، حيث عانت مع هذا المرض كثيرا، لكنها تمكنت في النهاية من الشفاء والعلاج منه، خصوصا بعد المساندة الكبيرة التي حظيت بها من طرف معجبيها وكذلك باقي الممثلين المغاربة من الوسط الفني ودعمهم لها معنويا، كما حظيت منال بزيارة خاصة للمستشفى الذي كانت تتلقى فيه العلاج من طرف أميرة المملكة المغربية سلمى بناني.

## حلم التمثيل منذ الطفولة
لم تكن منال تعتقد أنها ستسلك مسار الفن، لكنها ومنذ مشاهدتها وهي طفلة صغيرة للفيلم المصري دهب من بطولة أنور وجدي، وهي تحلم بأن تٌصبح ممثلة في يوم ما، وفعلا تحقق ذلك اليوم.
في سنة 2006 عندما كانت طالبة بكلية الأداب والعلوم الإنسانية بمرتيل، كتبت وشخصت مجموعة من المسرحيات، على سبيل المثال لا الحصر مسرحية عقدة صحيحة والتي أٌنتجت ضمن عمل جمعوي إنساني. بل حتى بحثها الذي حصلت من خلاله على الإجازة في الأدب كان عنوانه الإحتفالية والمسرح الإحتفالي المغربي، نموذج عبد الكريم برشيد ومسرحية "إسمع يا عبد السميع"

## فيلمها القصير
في سنة 2016 انتهت الفنانة الصديقي من كتابة سيناريو فيلم قصير، توثق من خلاله في قالب فني تجربتها مع المرض الخبيث، وعمل الفنان الآخر هشام الوالي على إخراجه.

## أعمالها

### أفلام
- زمن الرفاق 2008
- أولاد البلاد 2009
- الدمى 2010
- دنيا 2015
- عمي 2017

### مسلسلات
- مسلسل ثورية
- سيت كوم كنزة في الدوار ( المذيعة - ضيفة شرف )
- مسلسل بنت الناس ( ضيفة شرف )
- مسلسل أوشن
- سيت كوم ماشي بحالهم

### مسرحيات
- البحث عن المتغيب
- عقدة صحيحة

## روابط خارجية
- منال الصديقي على موقع IMDb (الإنجليزية)
- منال الصديقي على موقع ألو سيني (الفرنسية)